# Komatsubara Eitarō

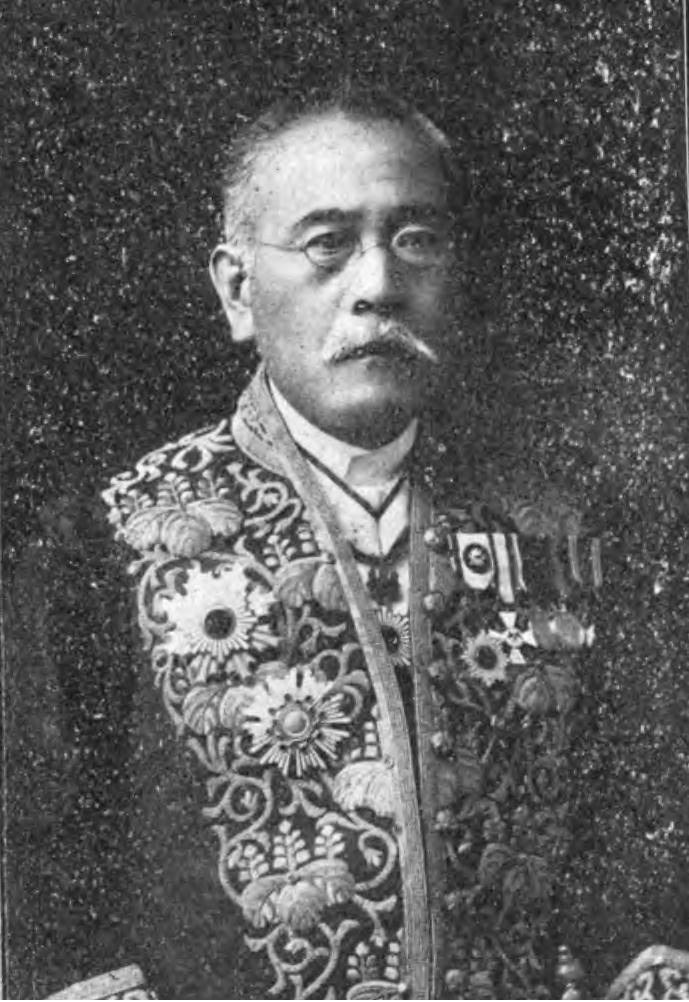
Komatsubara Eitarō

Komatsubara Eitarō (japanisch 小松原 英太郎; geboren 6. März 1852 im Dorf Aoe, Landkreis Mino, Provinz Bizen (heute Aoe, Stadt Okayama, Präfektur Okayama); gestorben 26. Dezember 1919 in Tokio) war ein japanischer Staatsmann, der zunächst im Zeitungsbereich tätig war.

## Leben und Wirken
Komatsubara Eitarō wurde als ältester Sohn von Komatsubara Sōji (小松原 荘二), einem Agrar- und Aalgroßhändler geboren. Nachdem er in seiner Heimatstadt Englisch gelernt hatte, zog er 1874 nach der Abschaffung der Feudalherrschaft und der Einrichtung von Präfekturen nach Tokio. Nachdem er kurz an der Keiō-Universität studiert hatte, wurde er 1875 Chefredakteur der Zeitung „Hyōron Shimbun“ (評論新聞), die die Bürgerrechte vertrat. Er selbst war seitdem ein Leben lang auf dem diesem Gebiet tätig. Er wurde 1876 für zwei Jahre inhaftiert, weil „die unterdrückende Regierung gestürzt werden sollte“.
Nach seiner Entlassung aus dem Gefängnis schloss Komatsubara sich der Zeitung „Chōya Shimbun“ (朝野新聞) an. Er kehrte jedoch 1879 nach Okayama zurück und gründete dort die Zeitung „San’yō Shimpō“ (山陽新報). 1880 trat er auf Empfehlung von Hanabusa Yoshimoto (花房 義質; 1842–1917), der aus derselben Stadt stammte, in das Außenministerium ein. Ab Juni 1884 bis November 1887 war er an der Gesandtschaft in Berlin stationiert, nach seiner Rückkehr nach Japan trat er in das Innenministerium ein.
Komatsubara bekleidete Positionen wie die des Gouverneurs der Präfektur Saitama, Chef des Polizeibüros des Innenministeriums, Vize-Justizminister und Vize-Innenminister. Im Jahr 1900 wurde er auf kaiserlichen Befehl zum Mitglied des Herrenhauses ernannt. 1916 wurde er Mitglied des Kronrates und schied gleichzeitig aus dem Reichstag aus, im November desselben Jahres zum Präsidenten der Ōsaka Mainichi Shimbun (大阪毎日新聞). Ab Juli 1908 war er Kultusminister im Zweiten Kabinett Katsura (bis August 1911).
Darüber hinaus war er nacheinander Direktor des „Tōyō kyōkai Semmon Gakkō“ (東洋協会専門学校), der späteren Takushoku-Universität, Direktor des Kōten Kōkyūjo (皇典講究所 englisch Office of Japanese Classics Research) und Präsident der Forschungseinrichtung „Shibunkai“ (斯文会). Als Beamter des Innenministeriums beteiligte Komatsubara sich an der Einrichtung der unter Einfluss deutscher Berater gestalteten lokalen Selbstverwaltung. Er erließ während der Amtszeit als Kultusminister die Verordnung für die höheren Sekundarschulen in Bezug auf die Reform des Bildungssystems.
Außerdem war Komatsubara an dem kaiserlichen Erlass „Boshin shōsho“ (戊申詔書), der die sozialen Unruhen nach dem Russisch-Japanischen Krieg eindämmen sollten, an der Frage der Korea-Beziehungen und der „Vorfall des Großen Hochverrats“ beteiligt.